# حسن الدجانی
حسن صدقی الدِّجانی (۱۸۹۰ – ۱۲ اکتبر ۱۹۳۸) روزنامه‌نگار، وکیل و سیاستمدار فلسطینی بود. در بیست سالگی مدرک حقوق را از دانشگاه کمبریج بریتانیا گرفت. در سال ۱۹۲۰ روزنامهٔ «القدس الشریف» را منتشر کرد و از همان ابتدا مخالفت خود را با مهاجرت یهودیان به فلسطین و اعلامیهٔ بالفور اعلام کرد. الدجانی از حامیان بلوک مخالف بود، به تأسیس احزاب سیاسی میانه‌رو در دههٔ بیست کمک کرد. او در سال ۱۹۳۶ رانندگان خودرو و کارگران را به نافرمانی مدنی تحریک کرد و به دلیل فعالیت‌های سیاسی خود به زندان افتاد. الدجانی از اعضای برجستهٔ حزب دفاع ملی بود. او با کمیسیون سلطنتی بریتانیا (بیل) همکاری کرد و از کمیتهٔ عالی عرب خارج شد و با آن مخالفت کرد. او در سال ۱۹۳۸ ترور شد.

## زندگی و پیشه
حسن صِدقی الدِّجانی در سال ۱۸۹۰ در قدس، متصرفیه قدس، امپراتوری عثمانی به دنیا آمد. در بیست سالگی مدرک حقوق را از دانشگاه کمبریج بریتانیا گرفت، سپس به قدس بازگشت و به تدریس مشغول شد. او از آغاز دورهٔ قیمومیت بریتانیا در نهضت سیاسی و ادبی فعال بود. در سال ۱۹۲۰ روزنامهٔ «القدس الشریف» را منتشر کرد که اولین روزنامهٔ رسمی در فلسطین پس از دوران عثمانی بود. اولین شمارهٔ روزنامه در ۱۳ آوریل ۱۹۲۰ منتشر شد. این روزنامه خود را «یک روزنامهٔ سیاسی آزاد و دو هفته‌نامه‌ای عربی» معرفی کرد. روزنامه‌ای به همین نام به عنوان اولین روزنامه به زبان عربی در فلسطین در ۱۸۷۶ منتشر شد، اما به زودی تعطیل شد و در سال ۱۹۰۳ به عنوان یک هفته‌نامهٔ تقریباً تنها ژورنال در فلسطین منتشر شد که علی الریماوی مسئول سردبیری بخش عربی و عبدالسلام کمال ریاست هیئت تحریریه بخش ترکی آن را بر عهده داشت. روزنامهٔ حسن صدقی یکی از روزنامه‌های فلسطینی بود که اعلامیهٔ بالفور و ایجاد میهن ملی یهودیان در فلسطین را محکوم کرد. الدجانی روزنامهٔ «جروزالم گازت» (به انگلیسی: Jerusalem Gazette) را به زبان انگلیسی تأسیس کرد که اولین شمارهٔ آن در ۲۱ ژوئن ۱۹۲۰ منتشر شد و در آن مخالفت خود را با اعلامیهٔ بالفور اعلام کرد.
الدجانی به چندین زبان تسلط داشت و انجمنی ادبی را تأسیس کرد که بعداً توسط بریتانیایی‌ها بسته شد. او همچنین یکی از پیشگامان ترجمه در فلسطین بود که در همان ابتدا رمان «بیداری» از نامق کمال را ترجمه کرد و سپس کتاب «حقوق بین‌الملل و ملی در فلسطین».در دنیای سیاست، الدجانی از حامیان بلوک مخالف بود، به تأسیس احزاب سیاسی میانه‌رو در دههٔ بیست کمک کرد و در کنفرانس‌های فلسطینی که بین سال‌های ۱۹۲۱ و ۱۹۲۸ برگزار شد، شرکت کرد. او در سال ۱۹۳۶ رانندگان خودرو و کارگران را به نافرمانی مدنی تحریک کرد و به دلیل فعالیت‌های سیاسی خود به زندان افتاد.
حسن صدقی الدجانی از اعضای برجستهٔ حزب دفاع ملی بود. او با کمیسیون سلطنتی بریتانیا (بیل) همکاری کرد و از کمیتهٔ عالی عرب خارج شد و با آن مخالفت کرد. او با تصمیم تقسیم فلسطین مبارزه نکرد. او همچنین از انقلاب ۱۹۳۶–۱۹۳۹ حمایت نکرد. از این رو در برابر خشم انقلابیون آسیب‌پذیر شد، به ویژه پس از انتشار بیانیه ای با نام او و نام تمامی اعضای یهودی و عرب شهرداری قدس که خواستار آرامش شدند. با وجود انکار امضای بیانیه، او در سال ۱۹۳۸ ترور شد.

## ترور
پیکر او را در نزدیکی رام‌الله در صبح روز ۱۲ اکتبر ۱۹۳۸، با دستان بسته و بدن تیراندازی شده پیدا کردند. او در آن روز از یک جلسهٔ محرمانه با گروهی از جناح‌های انقلابی که در بیتونیا برگزار شده بود، بازمی‌گشت. ترور الدجانی شبهات و اعتراضات زیادی را نسبت به ترورهایی که در آن سال افزایش یافت، برانگیخت.

## آثار
الدجانی دارای تألیفاتی است از جمله عناوین عربی آن‌ها:
- القانون الدولي والملكي الخاص في فلسطين والشرق الأدنى: ترجمه، ۱۹۳۱
- في سبيل الإسلام والعرب: ۱۹۳۲
- تفصيل ظلامة فلسطين: قدس، ۱۹۳۶